# Пам'ятники Володимиру Великому
Па́м'ятники Володи́миру Вели́кому — пам'ятники святому рівноапостольному Великому князеві київському Володимиру Великому. 
| Пам'ятники Володимиру Великому                            | Пам'ятники Володимиру Великому | Пам'ятники Володимиру Великому | Пам'ятники Володимиру Великому | Пам'ятники Володимиру Великому                                                                   | Пам'ятники Володимиру Великому |
| Населений пункт                                           | Країна                         | Зображення                     | Відкрито                       | Автор(и)                                                                                         | Примітки |
| --------------------------------------------------------- | ------------------------------ | ------------------------------ | ------------------------------ | ------------------------------------------------------------------------------------------------ | --- |
| Київ                                                      | Україна                        |                                | 10 жовтня 1853                 | Скульптори Василь Демут-Малиновський (барельєфи), Петро Клодт (статуя), архітектор Костянтин Тон | Докладніше : Пам'ятник Володимиру Великому (Київ) |
| Київ                                                      | Україна                        |                                |                                |                                                                                                  | Пам'ятник «Князь Володимир обирає віру» встановлений на території Міжрегіональної академії управління персоналом |
| Севастополь                                               | Україна                        |                                | 23 серпня 2001                 | Скульптор В'ячеслав Кликов                                                                       | Докладніше : Пам'ятник Володимиру Великому (Севастополь) |
| Володимир                                                 | Україна                        |                                |                                | Автори — львівські скульптори Теодозія Бриж та Любомир Яремчук.                                  | Докладніше : Пам'ятник Володимиру Великому (Володимир-Волинський) |
| Володимирівка (Приазовський район, Запорізька область)    | Україна                        |                                | 28 липня 2012                  |                                                                                                  | Пам'ятник споруджений на в'їзді до села на честь його 150-річчя коштом місцевої агрофірми |
| Білогородка (Києво-Святошинський район, Київська область) | Україна                        |                                | 2010                           |                                                                                                  | Пам'ятник увічнює князя Володимира, якого вважають засновником Білогородки |
| Коростень (Житомирська область)                           | Україна                        |                                | 2017                           |                                                                                                  | Пам'ятник встановлений на території Древлянському парку |
| Кривий Ріг (Дніпропетровська область)                     | Україна                        |                                | 2018                           |                                                                                                  | Найвищий пам'ятник Володимиру Великому. |
| Брисбен                                                   | Австралія                      |                                | 13 листопада 1995              |                                                                                                  | Пам'ятник встановлений на території Університету Квінсленда. Урочисто відкритий генерал-губернатором Австралії Біллом Гейденом                                                                                                |
| Буенос-Айрес                                              | Аргентина                      |                                | 1988                           |                                                                                                  | Докладніше : Пам'ятник Володимиру Великому (Буенос-Айрес) |
| Лондон                                                    | Велика Британія                |                                | 29 травня 1988                 | Лео Мол                                                                                          | Докладніше : Пам'ятник Володимиру Великому (Лондон) |
| Торонто                                                   | Канада                         |                                |                                |                                                                                                  | Пам'ятник встановлений зусиллями української громади перед Інститутом Святого Володимира на проспекті Спадіна, 620 у центрі Торонто                                                                                           |
| Москва                                                    | Росія                          |                                |                                |                                                                                                  | Встановлений на території Данилова монастиря |
| Москва                                                    | Росія                          |                                | 2016                           |                                                                                                  | Встановлений за ініціативи уряду Москви. |
| Бєлгород                                                  | Росія                          |                                | 4 серпня 1999                  | Скульптор В'ячеслав Кликов                                                                       | Докладніше : Пам'ятник Володимиру Великому (Білгород) |
| Владимир                                                  | Росія                          |                                | 28 липня 2007                  | Скульптор Сергій Ісаков                                                                          | Докладніше : Пам'ятник князю Володимиру і святителю Федору |
| Новочебоксарськ                                           | Росія                          |                                | 31 жовтня 2003                 | Скульптор І. Нємцев, архітектор М. Виноградов                                                    | Докладніше : Пам'ятник Володимиру Великому (Новочебоксарськ) |
| Тула                                                      | Росія                          |                                | 28 липня 2012                  |                                                                                                  | Бронзовий пам'ятник Володимиру Великому встановлений на території Храму Рівноапостольного князя Володимира. |
| Ґданськ                                                   | Польща                         |                                | 23 травня 2015                 | Скульптор Єршов Геннадій Олексійович                                                             | Бронзовий пам'ятник Володимиру Великому встановлений у сквері перед греко-католицьким собором Св. Бартоломея та Опіки Найвищої Богородиці в гданському районі Старе місто Докладніше: Пам'ятник Володимиру Великому (Гданськ) |